# West Wyoming
West Wyoming es un borough ubicado en el condado de Luzerne en el estado estadounidense de Pensilvania. En el año 2000 tenía una población de 2,833 habitantes y una densidad poblacional de 301 personas por km².

## Geografía
West Wyoming se encuentra ubicado en las coordenadas 41°18′50″N 75°51′6″O / 41.31389, -75.85167.

## Demografía
Según la Oficina del Censo en 2000 los ingresos medios por hogar en la localidad eran de $37,275 y los ingresos medios por familia eran $44,214. Los hombres tenían unos ingresos medios de $38,398 frente a los $25,664 para las mujeres. La renta per cápita para la localidad era de $17,603. Alrededor del 3.8% de la población estaba por debajo del umbral de pobreza.